# Bocheng
Bocheng (kinesiska: 亳城, 亳城乡) är en socken i Kina. Den ligger i provinsen Henan, i den centrala delen av landet, omkring 160 kilometer nordost om provinshuvudstaden Zhengzhou. Antalet invånare är 43 473. Befolkningen består av 21 447 kvinnor och 22 026 män. Barn under 15 år utgör 22,0 %, vuxna 15-64 år 69 %, och äldre över 65 år 7,0 %.
Genomsnittlig årsnederbörd är 669 millimeter. Den regnigaste månaden är juli, med i genomsnitt 237 mm nederbörd, och den torraste är januari, med 3 mm nederbörd.